# Charles A. Russell

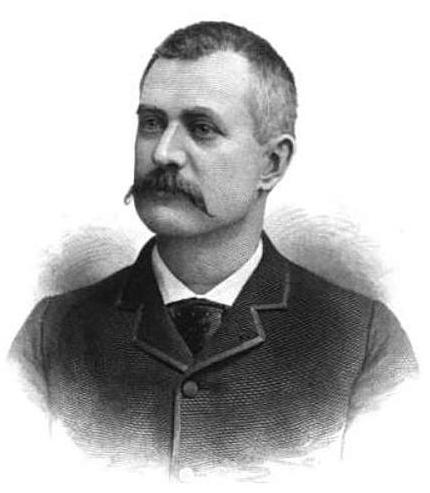
Charles A. Russell

Charles Addison Russell (* 2. März 1852 in Worcester, Massachusetts; † 23. Oktober 1902 in Killingly, Connecticut) war ein US-amerikanischer Politiker. Zwischen 1887 und 1902 vertrat er den dritten Wahlbezirk des Bundesstaates Connecticut im US-Repräsentantenhaus.

## Werdegang
Charles Russell besuchte die öffentlichen Schulen seiner Heimat und danach bis 1873 das Yale College. Zwischen 1873 und 1880 arbeitete er in Worcester als Zeitungsverleger. Nach einem Umzug nach Killingly in Connecticut stellte er dort Wollstoffe her. Politisch wurde er Mitglied der Republikanischen Partei. Im Jahr 1881 war er Mitglied im Stab von Gouverneur Hobart B. Bigelow. 1883 wurde Russell in das Repräsentantenhaus von Connecticut gewählt; von 1885 bis 1886 war er als Secretary of State geschäftsführender Beamter des Staates Connecticut.
Bei den Kongresswahlen des Jahres 1886 wurde Russell im dritten Distrikt von Connecticut in das US-Repräsentantenhaus in Washington, D.C. gewählt. Dort trat er am 4. März 1887 die Nachfolge von John T. Wait an. Nach sieben Wiederwahlen konnte er sein Mandat im Kongress bis zu seinem Tod am 23. Oktober 1902 ausüben. Seit 1901 war er Vorsitzender des Ausschusses zur Kontrolle der Ausgaben des Kriegsministeriums. Während seiner Zeit im Kongress fand der Spanisch-Amerikanische Krieg statt, in dessen Folge unter anderem die Philippinen an die Vereinigten Staaten fielen. Auch das ehemalige Königreich Hawaiʻi wurde damals Teil der USA. Zum Zeitpunkt seines Todes war Russell von seiner Partei bereits für die nächste Kongresswahl wieder nominiert worden. Sein Sitz fiel dann an Frank B. Brandegee.